# Erde 2000
ERDE 2000 ist eine deutsche Heftroman-Serie, die im Wolfgang Marken Verlag in Köln erschienen ist.
Insgesamt erschienen zwischen 1978 und 1979 vierundvierzig Bände dieser Zeitreise-Serie, die eine Fortführung der Serie Zeitkugel war. Im Unterschied zur Serie Zeitkugel wurden nur noch Reisen in die Zukunft geschildert.

## Handlung
In dieser Serie wird der Wissenschaftler Professor Robert Lintberg, der die Zeitkugel, eine Zeitmaschine, erfunden hat, mit seinen beiden Assistenten Frank Forster und Ben Hammer zu Expeditionen in die Zukunft geschickt.
Als Auftraggeber fungieren die Mitglieder des reichen Londoner „Club der Sieben“, über den die Finanzierung des Zeitkugel-Projektes gelaufen ist.
Die Zeitkugel ist eine runde, aluminiumfarbene Zeitmaschine, mit deren Hilfe die drei Zeitreisenden in die Zukunft versetzt werden.
Dort haben sie für den „Club der Sieben“ Aufträge zu erfüllen.
Neben einer Defensiv-Bewaffnung wie Lichtkanone und Paralyzer führen sie einen Radartimer, eine Art Minicomputer mit Funkeinrichtung, und einen Translator mit. Mitnahme von Personen und Sachen aus der jeweiligen Zeitepoche sind nicht möglich, dies gilt auch für Aufzeichnungen aller Art.

## Allgemeines
ERDE 2000 ist eine Fortführung der Serie Zeitkugel, in der überwiegend Reisen in die Vergangenheit geschildert wurden. In der Serie ERDE 2000 fanden nur noch Reisen in die Zukunft statt.
Nach dem überwiegend in sich abgeschlossene Einzelabenteuer veröffentlicht wurden, gab es ab Band 18 mehrere Mini-Zyklen.
Die Bände 35, 37, 39 und 41 waren Doppelbände, in denen man zwei alte Romane nochmals veröffentlichte.
Der Erscheinungsmodus wurde ab Band 43 von 14-täglich auf vierwöchentlich umgestellt. Mit Band 44 wurde die Serie eingestellt.
ERDE 2000 war noch vor der SF-Serie Terranauten die erste Heftromanserie, in der die Autoren sich mit ökologischen Themen auseinandersetzten und bereits frühzeitig auf die Bedrohung der Erde durch menschlichen Raubbau hinwiesen.

## Autoren
Insgesamt schrieben fünf Autoren an der Serie mit.
Horst Hübner (als P. Eisenhuth bzw. Penn Flemming Webster), O. J. Birner, Erno Fischer (als W. A. Travers), Karl-Ulrich Burgdorf (als Arl Duncan) und Ned Parkins.
Horst Hübner war Redakteur und Stammautor der Serie.

## Romantitel
Von Erde 2000 erschienen folgende Hefte:
1. Die Tage der zweiten Sonne / P. Eisenhuth
2. Die Meuterei der Tiefseesklaven / O. J. Birner
3. Der Tod vom anderen Stern / P. Eisenhuth
4. Der ewige Regen / O. J. Birner
5. Die Händler des ewigen Lebens / P. Eisenhuth
6. Als die Wälder starben / O. J. Birner
7. Das verlorene Ich / P. Eisenhuth
8. Krieg den Maschinen / Penn Fleming Webster
9. Der Tod aus dem ewigen Eis / W. A. Travers
10. Die Völker der Tiefe / P. Eisenhuth
11. Sie erbten den Tod / O. J. Birner
12. Die Menschenfabrik / P. Eisenhuth
13. Der letzte Tropfen / Penn Fleming Webster
14. Der Trabant des Todes / P. Eisenhuth
15. Steckbrief aus der Vergangenheit / Penn Fleming Webster
16. Monster aus der Retorte / W. A. Travers
17. Der Tag ohne Nacht / W.A. Travers
18. Die Söhne von Atlantis / P. Eisenhuth
19. Jagd auf die Unsterblichkeit / Penn Fleming Webster
20. Der grüne Terror / P. Eisenhuth
21. Die Maschine der tödlichen Träume / W. A. Travers
22. Als die Monster erwachten / Penn Fleming Webster
23. Der 7. Kontinent / W. A. Travers
24. Die fliegende Stadt / P. Eisenhuth
25. Die sterbenden Städte / W. A. Travers
26. Gäste der Erde / P. Eisenhuth
27. Der Treck, der aus der Zukunft kam / Penn Fleming Webster
28. Der Feuerplanet / P. Eisenhuth
29. Die Zwei-Monde-Festung / W. A. Travers
30. Die Zeitpiraten / Penn Fleming Webster
31. Duell der Androiden / P. Eisenhuth
32. Die Lockvögel von Taruga / Penn Fleming Webster
33. Legion der Verlorenen / W. A. Travers
34. Der Irrtum des Computers / P. Eisenhuth
35. Doppelband mit zwei alten Titel
36. Die Insel der Kinder / Arl Duncan
37. Doppelband mit zwei alten Titeln
38. Die Antwort aus dem All / Penn Fleming Webster
39. Doppelband mit zwei alten Titeln
40. Die Schlacht über dem Mond / P. Eisenhuth
41. Doppelband mit zwei alten Titeln
42. Überfall im Raumlabor / Penn Fleming Webster
43. Planet ohne Raum / Ned Parkins
44. Todestanz der Satelliten / Penn Fleming Webster

## Die Neuauflage
Der Mohlberg-Verlag gab die Serie von 2004 bis 2008 in überarbeiteter Form wieder neu heraus, ergänzt durch eingeschobene, neu verfasste Romane. Bis Band 10 wurden Einzelromane, ab Band 11 zwei Romane in einem Band veröffentlicht. Mit Band 16 erschien der letzte Band der Neuauflage, die noch fehlenden Bände der Erstauflage wurden nicht veröffentlicht.

## Romanliste Neuauflage
1. Dirk van den Boom: "Beherrscher der Zeit" (neuer Roman)
2. P. Eisenhuth: "Die Tage der zweiten Sonne" (Ex #1)
3. O. J. Birner: "Die Meuterei der Tiefseesklaven" (Ex #2)
4. P. Eisenhuth: "Der Tod vom anderen Stern" (Ex #3)
5. Sylke Brandt: "Rache aus der Zukunft" (neuer Roman)
6. O. J. Birner: "Der ewige Regen" (Ex #4)
7. P. Eisenhuth: "Die Händler des ewigen Lebens" (Ex #5)
8. W. A. Travers: "Der Tod aus dem ewigen Eis" (Ex #9)
9. O. J. Birner: "Als die Wälder starben" (Ex #6)
10. P. Eisenhuth: "Das verlorene Ich" (Ex #7)
11. P. Eisenhuth: "Dunkle Zukunft – Die Unruhen" (Ex #8 und #10)
12. P. Eisenhuth: "Dunkle Zukunft – Schreckensvisionen" (Ex #12 und #15)
13. P. Eisenhuth: "Dunkle Zukunft – Die Energiekriege" (Ex #13 und #14)
14. Udo Mörsch: "Die letzte Zuflucht" (neuer Roman)
15. O. J. Birner & Jörg Bielefeld: "Welt am Abgrund" (Ex #11 und #25, letzterer größtenteils neu geschrieben)
16. P. Eisenhuth: "Die Söhne von Atlantis" (Ex #18 und #19)